# 叮叮貓兒 (迷你專輯)
《叮叮貓兒》是2023年11月8日由中國男歌手王源發行的迷你專輯，專輯主題為四川重慶方言，是蜻蜓的意思。內含3首由王源參與詞曲創作的歌曲，專輯中一首靈魂樂風格的我在屋頂等雨也等你中的女聲由文淇作為旁白。全張專輯以溫柔細膩的曲調，營造出歌曲的氛圍感。

## 曲目
| 曲序     | 曲目                           |            | 作曲       | 编曲     | 时长  |
| -------- | ------------------------------ | ---------- | ---------- | -------- | ----- |
| 1.       | 多雲轉晴又轉陰                 | 王源、楊格 | 楊格       | 楊格     | 3:49  |
| 2.       | 我在屋頂等雨也等你             | 王源       | 王源、鄭楠 | 鄭楠     | 3:17  |
| 3.       | 我們都會變成雨降落             | 王源       | 王源、鄭楠 | 鄭楠     | 3:22  |
| 4.       | 多云转晴又转阴（伴奏）         | 王源、楊格 | 楊格       | 楊格     | 3:49  |
| 5.       | 我在屋顶等雨也等你（和声伴奏） | 王源       | 王源、鄭楠 | 鄭楠     | 3:17  |
| 6.       | 我们都会变成雨降落（和声伴奏） | 王源       | 王源、鄭楠 | 鄭楠     | 3:22  |
| 总时长： | 总时长：                       | 总时长：   | 总时长：   | 总时长： | 20:56 |

## 外部連結
- 叮叮貓兒EP （页面存档备份，存于）在QQ音樂的頁面
- 叮叮貓兒EP （页面存档备份，存于）在酷狗音樂的頁面
- 叮叮貓兒EP （页面存档备份，存于）在酷我音樂的頁面